# Jean-Jacques Kupiec
Pour les articles homonymes, voir Kupiec.
Jean-Jacques Kupiec est un biologiste et épistémologue français, ancien membre du Centre Cavaillès de l'École normale supérieure à Paris depuis 2004.

## Biographie
Il a fait des études de biologie dans les années 1970 à  l'Université Paris-7 à Jussieu (aujourd'hui Université PARIS-Diderot). Il est titulaire d'un doctorat et d'une Habilitation à Diriger des Recherches (HDR). Pendant 20 ans, de 1992 à 2003, il a travaillé dans des laboratoires de virologie de l'INSERM à l'Institut Cochin, en tant qu'Ingénieur de Recherche. Dans les années 1980, il a, entre autres, cloné et séquencé le génome de plusieurs virus ou paravirus, et étudié leur cycle réplicatif. Puis, dans les années 1990, il s'est consacré à l'étude de la protéase du virus du SIDA (HIV). À partir de 2004, au sein du Centre Cavaillès de l'ENS, il a travaillé essentiellement au développement d'une nouvelle théorie de l'embryogenèse.

## Le rôle du hasard dans le développement des êtres vivants
Ses recherches interdisciplinaires concernent la biologie, l’histoire et la philosophie de la biologie. Elles convergent dans l'élaboration d’une nouvelle théorie de l’organisation biologique. Cette théorie accorde une place centrale au hasard en biologie,. Il a proposé en 1981 le premier modèle de différenciation cellulaire fondé sur l'expression stochastique des gènes. Depuis, il a développé le concept d'ontophylogenèse,, réunissant l'ontogenèse (le développement d'un organisme individuel) et la phylogenèse (l'évolution des espèces) en un processus unique au cours duquel les cellules sont gouvernées par un darwinisme cellulaire. Pour l'illustrer, il a réalisé des modélisations de cellules qui se différencient de manière probabiliste et sont stabilisées par leur environnement (leur différenciation peut, par exemple, se manifester à l'échelle macroscopique par la formation d'un muscle ou d'un os) ; ainsi que des travaux expérimentaux (en collaboration avec Olivier Gandrillon) qui ont permis de tester les prédiction de la théorie,.
Jean-Jacques Kupiec, présente souvent sa théorie comme un mélange de hasard et de sélection, conceptuellement analogue à la théorie de Darwin. La différence principale étant que sa théorie s'applique au milieu intérieur d’un organisme, et que l’échelle à laquelle opère la sélection n’est plus l’individu, mais la cellule, au sein de la quelle le gène « déclenche une cascade de réactions qu’il ne contrôle aucunement et qui se stabiliseront pour des raisons aléatoires dues à l’environnement ». Parmi les critiques, il a été souligné que l'hypothèse selon laquelle un tel mécanisme darwinien est à la base du fonctionnement cellulaire est intéressante, mais qu'elle semble un peu ambitieuse. Cependant, en 2020, une étude publiée dans la revue Science, vient conforter la thèse soutenue depuis les années 80 par Kupiec.
Suite à des propos de Jean François Delfraissy, médecin et président du Conseil scientifique, au sujet du coronavirus et de ses variants ayant irrité de nombreux biologistes, Kupiec a été interrogé par le Nouvel Obs à ce sujet. Tout en reconnaissant « l’immense difficulté de sa tâche », il lui reproche d'avoir « oublié les fondamentaux de la science, les principes mêmes des lois de la sélection  naturelle » et par là de troubler la perception du public. Le Dr. Delfraissy avait en effet déclaré « Ces mutations n’ont pas lieu au hasard. On a affaire à un virus diabolique et beaucoup plus intelligent qu’on ne le pense ». Dans cet entretien Kupiec rappelle entre autres les mécanismes de l'évolution dont le principe premier du vivant, la variation aléatoire, sans intention ni finalité.
En philosophie de la biologie, il a travaillé sur l'essentialisme et les origines aristotéliciennes de la génétique.